# São Sebastião da Amoreira
São Sebastião  da Amoreira este un oraș în Paraná (PR), Brazilia.